# Jenna Rubino
Jenna Therese Rubino, coniugata McCormick (Mokena, 21 febbraio 1985), è un'ex cestista statunitense con cittadinanza italiana.

## Carriera
È stata selezionata dalle Chicago Sky al terzo giro del Draft WNBA 2007 (27ª scelta assoluta).